# Lotte Vestergaard
Lotte Vestergaard (født 18. juli 1997 i Aars) er en dansk håndboldspiller som spiller venstre back for Skanderborg Håndbold i Damehåndboldligaen. Hun har tidligere spillet for Randers HK og Hadsten Håndbold.
I april 2020 skrev hun under på en kontrakt med ligaklubben Skanderborg Håndbold, efter at have spillet to sæsoner i Vendsyssel Håndbold i 1. division. Hun var desuden med til at vinde DHF's Landspokalturnering 2016.

## Meritter
- DHF's Landspokalturnering:
  - Vinder: 2016